# Església de Sant Pere Despuig
L'Església de Sant Pere Despuig és una església de la Vall de Bianya (Garrotxa) inclosa a l'Inventari del Patrimoni Arquitectònic de Catalunya.

## Descripció
És una església parroquial aixecada sobre un petit puig; és romànica, del segle xii, i posteriorment, molt modificada pels afegitons i les reformes que s'hi efectuaren en temps posteriors, especialment durant la divuitena centúria. Era d'una nau que s'estenia de llevant fins a ponent, però el segle xviii hom amplià vers els costats nord i sud, capgirant la seva disposició i convertint la vella nau en creuer. Les restes romàniques apreciables són, a l'extrem sud-oest de l'edifici, amb un petit tros de cornisa sota un aixecament de coberta de la nau originària, i el campanar, antiga espadanya, convertida en torre rectangular amb teulat a quatre vessants. Sota les obertures del pis superior, obertes als quatre vents hi podem apreciar d'altres obertures cegues.
Té una porta barroca. Durant el segle xviii es van fer ampliacions al temple romànic, la vella nau va passar a ser el creuer i es bastí una nova porta a migdia segons el gust de l'època. A la llinda hi ha la data de 1782 i dins el timpà hi ha els atributs iconogràfics de l'apòstol enmig de motius decoratius de fullatges estilitzats.

## Història
La família dels Bianya, posseïa en franc alou una estada senyorial al costat de l'església de Sant Pere del Puig (avui aquesta estada està totalment en ruïnes); a ells es deu la fundació de l'església parroquial de Sant Pere. L'any 964 va tenir lloc la consagració del temple anterior al que ha arribat als temps actuals; apareix esmentat com: "...Sancti Petri...constructam in territorio de Bianya...". El topònim del lloc, vinculat amb el nom del temple, ve documentat com "Pui" (1095), "Podio de Biania" (1248) i "Podio" (1372) essent aquest darrer el que ha prevalgut fins a èpoques més recents.